# روبرت هوليس
روبرت هوليس (بالإنجليزية: Robert Hollis)‏ هو سياسي أسترالي، ولد في 14 يناير 1851، وتوفي في 25 مايو 1937. حزبياً، نشط في حزب العمال الأسترالي. وقد انتخب عضو الجمعية التشريعية نيو ساوث ويلز.